# Rajon Ak-Talaa
Der Rajon Ak-Talaa ist ein Rajon in Kirgisistan mit 33.979 Einwohnern (Stand 2022). Er ist dem Oblus Naryn untergeordnet. Verwaltungssitz ist Baetow.

## Geographie

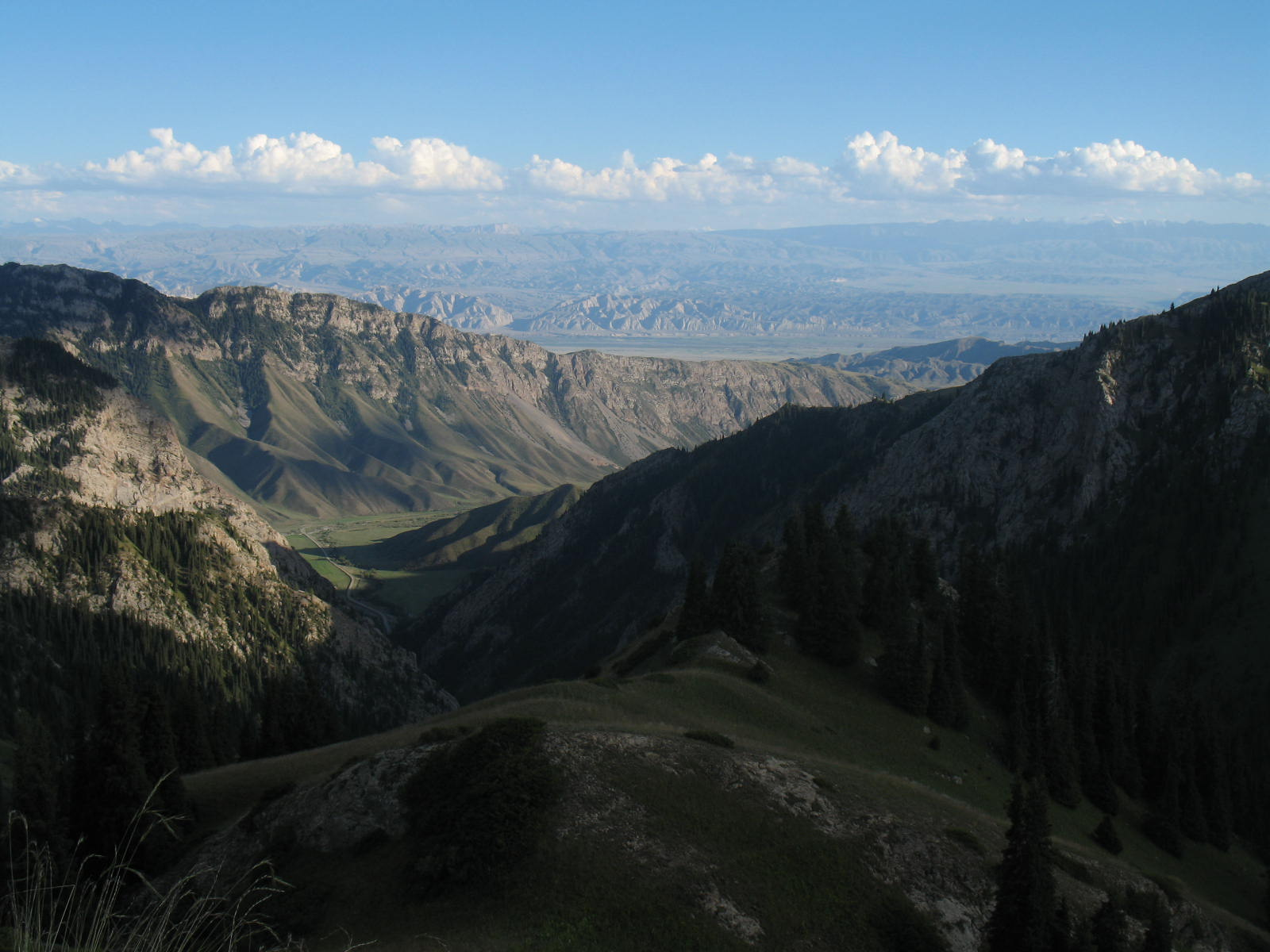
Der Moldotoo

Der Rajon liegt im Westen des Gebiets Naryn. Er wird durch den Moldotoo und das Ferghanagebirge begrenzt. Im Norden liegt der Song-Köl. Er grenzt an den Rajon Naryn, den Rajon Atbaschy, den Rajon Kotschkor, den Rajon Dschumgal sowie an die Oblusse Dschalal-Abad und Osch.

## Bevölkerung
| Jahr | Einwohnerzahl |
| ---- | ------------- |
| 1939 | 12.604        |
| 1970 | 18.204        |
| 1979 | 22.802        |
| 1989 | 27.850        |
| 1999 | 29.227        |
| 2009 | 30.643        |
| 2022 | 33.979        |

## Gliederung
Der Rajon beinhaltet 19 Dörfer in 13 Landgemeinden. Die 13 Landgemeinden sind:
| Landgemeinde  | Verwaltungssitz | Einwohner 2009 | Einwohner 2021 |
| ------------- | --------------- | -------------- | -------------- |
| Ak-Tal        | Ak-Tal          | 1.177          | 1.427          |
| Ak-Tschij     | Ak-Tschij       | 1.068          | 1.309          |
| Baetow        | Baetow          | 9.169          | 10.712         |
| Dschany-Talap | Dschany-Talap   | 2.014          | 2.418          |
| Dscherge-Tal  | Dscholok-Kajyn  | 2.298          | 2.754          |
| Kara-Burgen   | Kara-Burgen     | 1.977          | 2.434          |
| Kek-Dschar    | Ak-Kyja         | 1.652          | 2.196          |
| Konortschok   | Konortschok     | 1.180          | 1.263          |
| Kosch-Debe    | Kosch-Debe      | 3.530          | 4.315          |
| Kysyl-Beles   | Kadyraly        | 1.091          | 1.601          |
| Terek         | Terek           | 1.173          | 1.424          |
| Togolok Moldo | Kara-Oi         | 3.062          | 3.254          |
| Ugut          | Ugut            | 1.252          | 1.685          |
| Gesamt        |                 | 30.643         | 34.141         |